# Alaksandr Kuczynski
Alaksandr Kuczynski białorus. Аляксандр Кучынскі  (ur. 27 października 1979 w Orszy) – były białoruski kolarz szosowy, zawodnik grupy Minsk Cycling Club.
Trzykrotny mistrz Białorusi w wyścigu ze startu wspólnego, czterokrotny uczestnik Tour de France (2007, 2008, 2009, 2010) oraz uczestnik igrzysk olimpijskich w Pekinie (2008).

## Najważniejsze osiągnięcia
- 2004
  - 1. miejsce na 1. etapie Tour de Slovénie
- 2005
  -  1. miejsce w mistrzostwach Białorusi (start wspólny)
- 2006
  - 1. miejsce w Memorial Oleg Dyachenko
- 2009
  - 2. miejsce w Gandawa-Wevelgem
- 2010
  -  1. miejsce w mistrzostwach Białorusi (start wspólny)
- 2011
  -  1. miejsce w mistrzostwach Białorusi (start wspólny)

## Starty w Wielkich Tourach
| Grand Tour | 2007 | 2008 | 2009 | 2010 | 2011 | 2012 | 2013 |
| ---------- | ---- | ---- | ---- | ---- | ---- | ---- | ---- |
| Giro       | -    | -    | -    | -    | 90.  | 118. | -    |
| Tour       | 89.  | 128. | 92.  | 86.  | -    | 145. | ?    |
| Vuelta     | -    | -    | -    | -    | 143. | -    | ?    |